# Liga Espírito-Santense de Escolas de Samba
Liga Espírito-Santense de Escolas de Samba (LIESES) é a liga carnavalesca que organiza ambos os grupos de acesso no Carnaval de Vitória.

## História
Em 23 de março de 2001, surgiu pela primeira vez com o nome de LICES, sigla para Liga Capixaba de Escolas de Samba. Em 2007, mudou seu nome para Liga Espírito-Santense de Escolas de Samba, adotando a sigla LIESES. A liga então, comandou completamente sozinha o Carnaval de Vitória por 11 anos.
Em 2009, as escolas do Grupo de Acesso foram reunidas às do Especial em uma única divisão, e só voltaria a ser dividido em dois grupos novamente em 2011, quando foi definido que as agremiações do grupo de acesso desfilariam na quinta-feira, e as do Grupo Especial, desfilariam na sexta e sábado, sempre uma semana antes do feriado nacional do Carnaval. 
No entanto, após o carnaval de 2015, seguindo o modelo que gerou a LIESA no Carnaval do Rio de Janeiro, surgiu a Liga Independente das Escolas de Samba do Grupo Especial, a LIESGE, que se comprometeu a organizar os desfiles oficiais do Grupo Especial no Carnaval de Vitória, tendo o apoio de cinco agremiações em sua fundação, sendo elas: Mocidade Unida da Glória, Jucutuquara, Boa Vista, Piedade e Pega no Samba. A Unidos de Barreiros foi convidada a fazer parte do grupo especial. A LIESES então passou a comandar apenas o Grupo de Acesso, mudando o calendário de desfiles, fazendo com que o Grupo A desfilasse na sexta, o Grupo Especial no sábado, e o Grupo B no domingo. 
Atualmente, a LIESES comanda os desfiles do Grupo de Acesso A e B.

## Escolas atuais

### Grupo de Acesso A
Sexta - Sambão do Povo
| Escola                       | Cidade     |
| ---------------------------- | ---------- |
| Andaraí                      | Vitória    |
| Independente de São Torquato | Vila Velha |
| Mocidade da Praia            | Vitória    |
| Império de Fátima            | Serra      |
| Independente de Eucalipto    | Vitória    |
| Pega no Samba                | Vitória    |
| Rosas de Ouro                | Serra      |

### Grupo de Acesso B
Domingo - Sambão do Povo
| Escola                 | Cidade    |
| ---------------------- | --------- |
| Chega Mais             | Vitória   |
| União Jovem de Itacibá | Cariacica |
| Mocidade Serrana       | Serra     |
| Tradição Serrana       | Serra     |
| Unidos de Barreiros    | Vitória   |